# 江湖尺牘分韻撮要合集

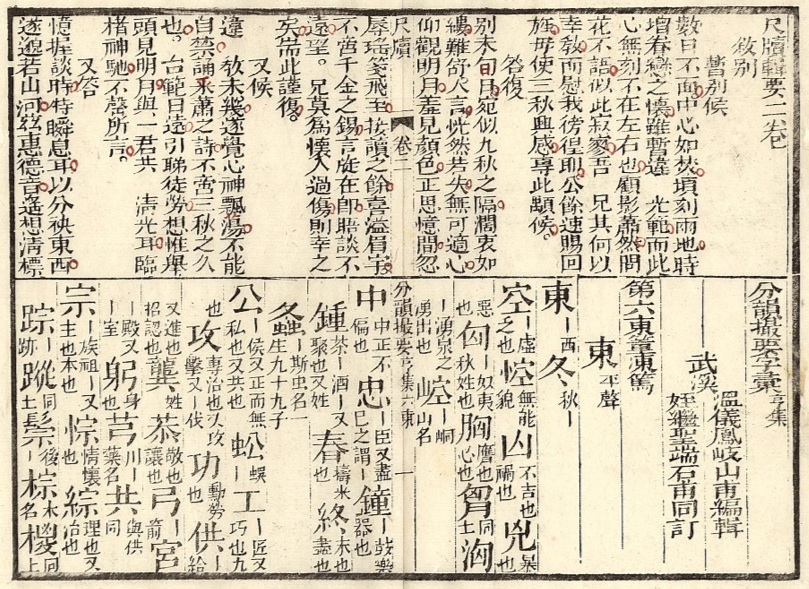
書中一版

《江湖尺牘分韻撮要合集》，是清朝初年的書籍，合輯了《江湖尺牘》與《分韻撮要》兩部書。書每版分上下各一半，上半是江湖尺牘，下半是分韻撮要。書大小方便旅途，適合行走江湖，所以冠以江湖之名。《江湖尺牘》是吳郡虞學圃所著，而《分韻撮要》是武溪溫岐石所著。
江湖尺牘分四卷，分韻撮要分三十三部。
一八五六年，美國人衞三畏據此書出版了《英華分韻撮要》。